# Òxid de rosa
L'òxid de rosa és un compost químic aromàtic del grup dels pirans i del monoterpens moncíclics. Amb 2-feniletanol, β-damascona és responsable per al típic aroma de les roses, tot i que la proporció dels components de l'aroma és diferent segons les diferents varietats de l'espècie.
A més de les roses contribueix a l'olor de l'oli de rosa i l'oli de gerani igual com al gust d'alguns fruits, com el litxi i les flors de til·la, i vins, com el gewürztraminer i el pinot negre.
Nom químic: tetrahidro-4-metil-2-(2-metilpropenil)-2H-pirà

## Síntesi
L'òxid de rosa es pot produir industrialment a partir de la foto-oxigenació del citronel·lol. L'hidroperòxid al·lílic que s'obté es redueix posteriorment amb sulfit de sodi, i així s'obté el diol. El tancament de l'anell amb àcid sulfúric proporciona una mescla equimolar dels isòmers cis i trans.